# Сосновка (Павлодарская область)
Сосновка (каз. Сосновка) — село в Щербактинском районе Павлодарской области Казахстана. Расположено в 25 км к северу от районного центра — села Шарбакты и в 105 км к северо-востоку от областного центра — города Павлодара. Административный центр Сосновского сельского округа. Код КАТО — 556857100.

## История
Село было основано крестьянами-переселенцами в 1908 году на урочище Жангыз-Карагай.
В 1929 году в селе был организован первый колхоз «Цюрупа», с 1930 года — колхоз имени Сталина. В 1930-х годах в селе была организована Цюрупинская МТС. После ликвидации МТС и на базе колхозов имени Жданова, «Искра», «Заря Советов», имени Калинина был создан зерновой совхоз «Сосновский»

## Население
В 1985 году в селе проживало 1222 человек. В 1999 году население села составляло 939 человек (477 мужчин и 462 женщины). По данным переписи 2009 года, в селе проживало 505 человек (244 мужчины и 261 женщина).